# Gina Krog

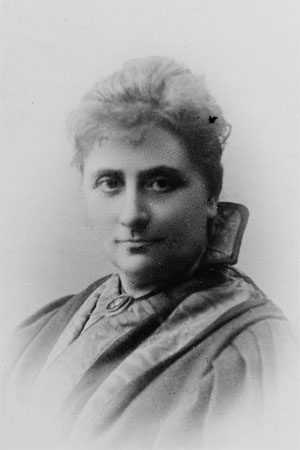
Gina Krog (1880er Jahre)

Gina Krog, Jørgine Anna Sverdrup Krog, (* 20. Juni 1847 in Flakstad; † 14. April 1916 in Kristiania) war eine norwegische Frauenrechtlerin.

## Leben
Ihre Eltern waren der Pfarrer Jørgen Sverdrup Krog (1805–1847) und dessen Frau Ingeborg Anna Dass Brinchmann (1814–1872). Gina Krog wurde einige Monate nach dem Tod des Vaters geboren. Die Mutter zog daraufhin zur Familie ihres verstorbenen Mannes auf Karmøy. Als sie acht Jahre alt war, zogen die beiden nach Christiania. Dort ging sie auf „Frau Autenrieths Mädchenschule“. Früh begann Gina selbst in privaten Mädchenschulen zu unterrichten, hatte aber keine entsprechende Ausbildung. Gleichzeitig begann sie ein ausgedehntes Selbststudium, insbesondere in Sprachen und Literatur. 1882 stand sie ihrer Freundin Cecilie Thoresen bei, die als erste Frau in Norwegen das Examen artium ablegen wollte. Cecilie Thoresen konnte studieren und heiratete später Ginas Bruder, den Rechtsanwalt Fredrik Krog. Dieser unterstützte Gina finanziell, als sie den Lehrberuf aufgab und in die Politik ging, ihre „Kampfzeit“. Gina Krog blieb unverheiratet. Sie starb in der Grippeepidemie 1916. Sie wurde unter großer Anteilnahme der höchsten politischen Repräsentanten der Regierung beigesetzt.

## Einsatz für die Frauenrechte
Die Kampfzeit begann 1880, als sie zunächst nach Großbritannien reiste. Dort kam sie in Kontakt mit der National Union of Women’s Suffrage Societies und hielt sich auch am Bedford College auf. Sie begann Artikel für norwegische Tageszeitungen zu verfassen.
Gina Krog stand im radikalen Flügel der Frauenbewegung nach amerikanischem und britischem Muster und forderte die vollständige Gleichstellung von Mann und Frau – im Gegensatz zum gemäßigten Flügel, der größeres Gewicht auf die Verbesserung der wirtschaftlichen Verhältnisse der Frauen legte. Krog war in ihrer Gleichstellungsforderung vollständig kompromisslos.

### Gründung von Frauenvereinigungen

#### Norsk Kvinnesaksforening (norwegische Frauenrechtsvereinigung) (NKF)
Am 28. Juni 1884 wurde die Norsk Kvinnesaksforening („Norwegische Frauenrechtsvereinigung“) (NKF) gegründet. Erster Vorsitzender wurde Hagbard Berner. Gina Krog erhielt von den Vorstandsmitgliedern zwar die höchste Stimmenzahl, aber Berner übernahm die Versammlungsregie und legte einen Satzungsentwurf vor, der vorsah, dass die Vereinigung nicht für das Frauenstimmrecht eintreten werde. Gina Krog verfasste im gleichen Jahr einen langen Artikel Nogle Ord om Kvindesagens Udvikling og nærmeste Opgaver i vort Land („Einige Worte über die Entwicklung der Angelegenheiten der Frauen und die nächsten Aufgaben in unserem Land“), in dem sie die Frauen aufforderte, selbst die Leitung des Vereins zu übernehmen.  Berner legte den NKF-Vorsitz nach einem Jahr aus Protest dagegen nieder, dass es Krog gelungen war, am 27. November 1885 einen Vortrag Stemmeret for Kvinder („Stimmrecht für Frauen“) zu halten. Die Versammlung war öffentlich. Gina Krog wurde Vorsitzende der NKF.

#### Kvinnestemmerettsforeningen (Verein für das Frauenstimmrecht) (KSF)

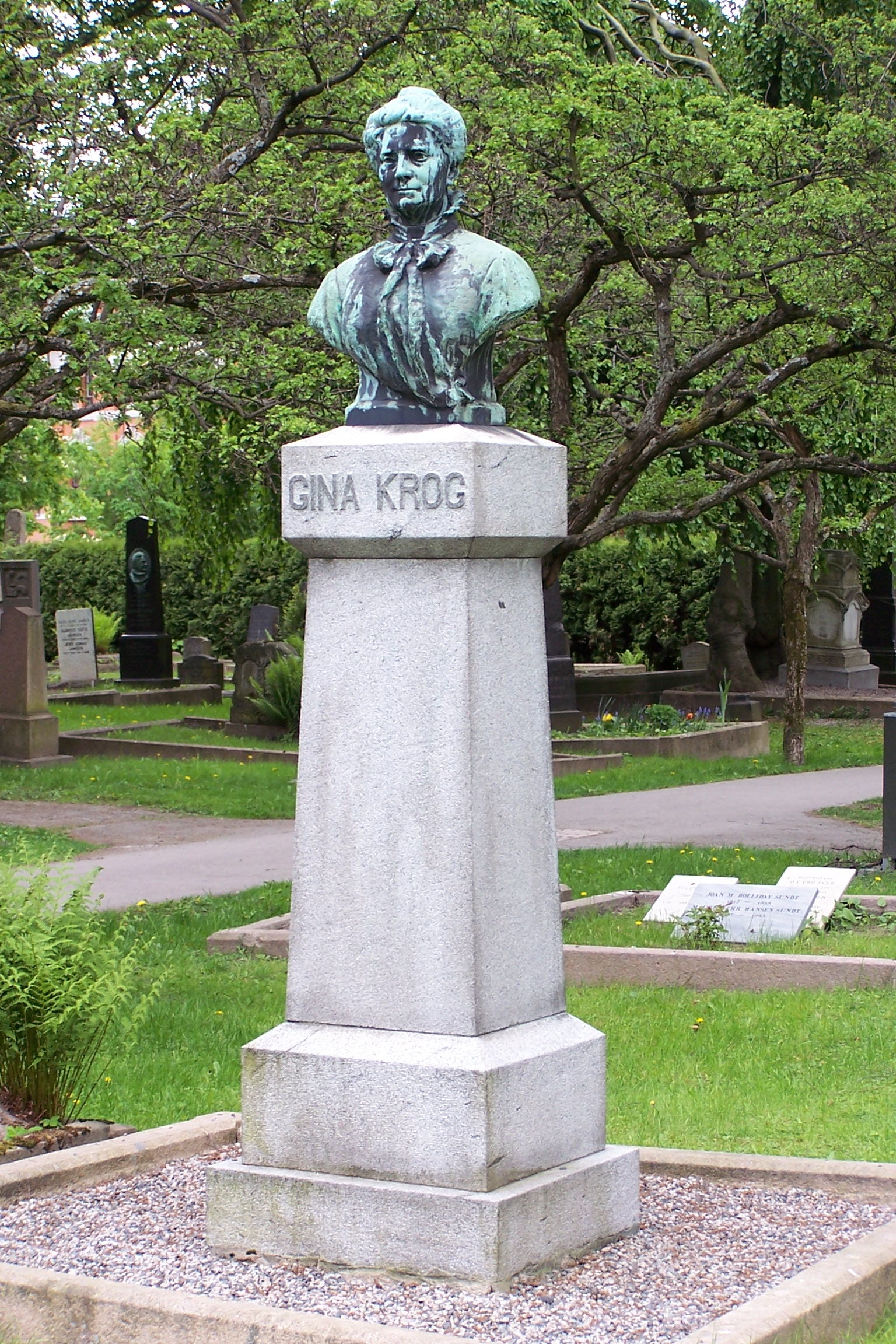
Grabmal für Gina Krog in Vår Frelsers gravlund, Oslo

1884 wurde nach heiß umkämpften Parlamentsberatungen in einer Verfassungsänderung das allgemeine Wahlrecht für Männer eingeführt. Als Antwort darauf gründete Gina Krog 1885 mit zehn Frauen den Kvinnestemmerettsforeningen („Verein für das Frauenstimmrecht“) (KSF); sie hatte inzwischen History of Woman Suffrage („Geschichte des Frauenwahlrechts“) gelesen, von dem Susan B. Anthony ein Exemplar an die Universität in Christiania geschickt hatte. Hier waren Männer von der Mitgliedschaft ausgeschlossen. Die Gruppe war klein. Sie verfolgte Gina Krogs in Bezug auf den Umfang des Frauenwahlrechts eher konservative Linie und setzte sich nur für das Frauenwahlrecht auf kommunaler Ebene ein.
Der Verein KSF spaltete sich, als eine von Anna Rogstad angeführte Opposition von Gina Krogs konsequenter Linie abwich und mit Mehrheit der Mitglieder einen gemäßigten Kompromissvorschlag beim Storting einreichte. Nach zwölf Jahren wurde Gina Krog als Vorsitzende von KSF abgewählt, weil sie die Kompromisslinie nicht vertreten wollte, die sie für opportunistisch hielt. Zwar überlebte die von ihr gegründete KSF nicht die Einführung des Frauenwahlrechts, war aber symptomatisch für den Aufstieg einer politisch interessierten und aktiven Elite, die Henrik Ibsen als Rechtsanwälte und Schiffseigentümer bezeichnet hatte, die von der Expansion der norwegischen Handelsflotte zur drittgrößten der Welt profitierten.
Die unterschiedlichen Entwicklungen des sterbenden KSF und der NKF, die immer einflussreicher wurde, zeigt, welch geringe Bedeutung das Frauenwahlrecht in Norwegen im Vergleich zu anderen Themen hatte, nämlich dem Platz der Frau in der Ehe und in der wirtschaftlichen Sphäre sowie dem norwegischen Nationalismus.

#### Landskvinnestemmerettsforeningen (Landesverband für das Frauenstimmrecht) (LKSF) und Norske Kvinners Nasjonalråd
Grog gründete 1904 den Landskvinnestemmerettsforeningen („Landesverband für das Frauenstimmrecht“) (LKSF). Dieser Landesverband wurde 1904 in die im gleichen Jahr in Berlin gegründete International Woman Suffrage Alliance, IWSA (deut. Weltbund für das Frauenstimmrecht) aufgenommen. Im gleichen Jahr wurde auf Gina Krogs Betreiben der Norske Kvinners Nasjonalråd gegründet, der sich dem Internationalen Frauenrat anschloss. Gina Krog blieb bis zu ihrem Tode dessen Vorsitzende. Dieser Nationalrat war eine Dachorganisation ohne eigene Zielsetzung und umfasste eine Reihe von Organisationen unterschiedlicher Zielsetzung, darunter Abstinenzlerinnen, Sittlichkeits- und Missionsvereine sowie Hausfrauenverbände. Krog hoffte, damit die Spaltung in der Stimmrechtsfrage überwinden und eine internationale Zusammenarbeit erreichen zu können. Unter ihrer Führung wurde der Dachverband Anhörungsinstanz im Gesetzgebungsverfahren in allen Sachen, die Frauenbelange berührten.

### Einsatz für das Frauenwahlrecht
Die Frauenrechtlerin blieb ihrer konservativen Linie treu und befürwortete auch nach 1898 ein auf Besitz basierendes Wahlrecht.
Gina Krogs Forderung war jedoch eine der Grundlagen der gesamten Entwicklung, die später zu einem Antrag an das Storting auf Anerkennung nicht nur eines kommunalen, sondern auch allgemeinen politischen Stimmrechts führte. Viggo Ullmann, Venstre-Abgeordneter im Storting, versprach, die vorgeschlagene Grundgesetzänderung für ein kommunales Frauenwahlrecht im nächsten Storting einzubringen. Damit hatte Gina Krog ihr erstes Ziel erreicht: Das Frauenstimmrecht war auf die politische Tagesordnung gekommen.

## Journalistische und politische Aktivitäten
Gina gründete 1887 die Zeitung Nylænde als Sprachrohr für die Frauenrechtsbewegung und hatte bis zu ihrem Tod die Redaktion inne. Sie trat auch für das Recht der verheirateten Frauen auf Sondereigentum ein und unterstützte 1901 Johan Castbergs radikale Kindergesetze, die bessere Verhältnisse für unverheiratete Mütter und einen höheren Kinderzuschuss erreichen sollten. Dieses Gesetz wurde erst 1915 verabschiedet.

## Ehrungen
1907, als die norwegische Regierung aufgefordert wurde, eine offizielle Repräsentantin für den nächsten „World congress for Woman’s rights“ 1908 in Amsterdam zu benennen, entsandte sie Gina Krog. Am nächsten Kongress 1913 in Budapest nahm sie ebenfalls als Abgesandte der Regierung teil, zusammen mit Fredrikke Qvam. Inzwischen war das Frauenstimmrecht in das norwegische Grundgesetz aufgenommen worden, und die beiden Frauen wurden als Repräsentantinnen des ersten souveränen Staates, der das allgemeine Wahlrecht in die Verfassung aufgenommen hatte, geehrt.
Norsk kvinnesaksforening (NKF) stiftete 2009 einen Gina-Krog-Preis, der alle zwei Jahre an norwegische Frauen, die im Geiste Gina Krogs einen bedeutenden Einsatz in der feministischen Bewegung und für die Ziele der NKF geleistet haben, verliehen werden soll.